# بازی‌های مدیترانه ۱۹۶۳
بازی‌های مدیترانه ۱۹۶۳ (انگلیسی: 1963 Mediterranean Games) چهارمین دوره مسابقات بازی‌های مدیترانه است که از ۲۱ تا ۲۹ سپتامبر ۱۹۶۳ در ناپل، ایتالیا برگزار شده است. این بازی‌ها با حضور ۱٬۰۵۷ ورزشکار از ۱۳ کشور انجام شده است.

## ورزش‌ها
- دو و میدانی  (جزئیات)  (21)
- بسکتبال  (جزئیات)  (1)
- بوکس  (جزئیات)  (10)
- دوچرخه‌سواری  (جزئیات)  (7)
- شیرجه  (جزئیات)  (2)
- شمشیربازی  (جزئیات)  (3)
- هاکی روی چمن  (جزئیات)  (1)
- فوتبال  (جزئیات)  (1)
- ژیمناستیک  (جزئیات)  (8)
- روئینگ  (جزئیات)  (7)
- قایقرانی  (جزئیات)  (3)
- تیراندازی  (جزئیات)  (1)
- شنا  (جزئیات)  (8)
- تنیس  (جزئیات)  (2)
- والیبال  (جزئیات)  (1)
- واترپلو  (جزئیات)  (1)
- کشتی  (جزئیات)  (16)

## کشورهای شرکت‌کننده
- فرانسه (72)
- یونان (72)
- ایتالیا (117)
- لبنان (54)
- مالت (36)
- موناکو (3)
- مراکش (108)
- اسپانیا (108)
- سوریه (72)
- تونس (46)
- ترکیه (99)
- جمهوری متحد عربی (144)
- یوگسلاوی (126)

## جدول مدال‌ها

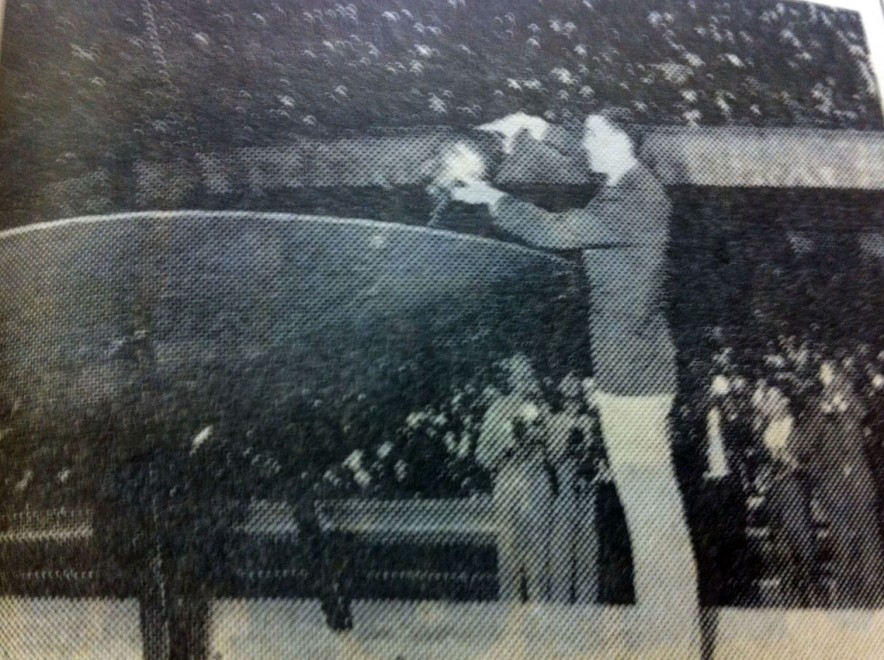
لحظه افتتاحیه

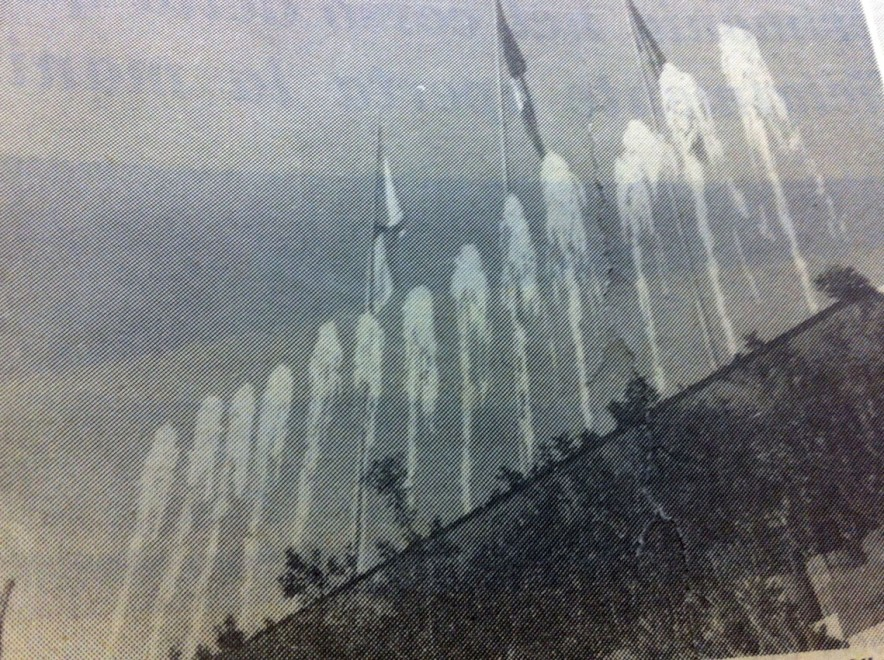
لحظه افتتاحیه

*   کشور میزبان ( ایتالیا)
| رتبه            | کشور             | طلا | نقره | برنز | مجموع |
| --------------- | ---------------- | --- | ---- | ---- | ----- |
| ۱               | ایتالیا*         | ۳۲  | ۲۱   | ۱۶   | ۶۹    |
| ۲               | ترکیه            | ۱۰  | ۳    | ۴    | ۱۷    |
| ۳               | فرانسه           | ۸   | ۱۴   | ۸    | ۳۰    |
| ۴               | یوگسلاوی         | ۶   | ۸    | ۸    | ۲۲    |
| ۵               | جمهوری متحد عربی | ۵   | ۱۳   | ۹    | ۲۷    |
| ۶               | اسپانیا          | ۴   | ۴    | ۱۲   | ۲۰    |
| ۷               | سوریه            | ۰   | ۱    | ۳    | ۴     |
| ۸               | تونس             | ۰   | ۱    | ۱    | ۲     |
| ۹               | مراکش            | ۰   | ۰    | ۷    | ۷     |
| ۱۰              | یونان            | ۰   | ۰    | ۵    | ۵     |
| ۱۱              | لبنان            | ۰   | ۰    | ۱    | ۱     |
| ۱۱              | موناکو           | ۰   | ۰    | ۱    | ۱     |
| مجموع (۱۲ کشور) | مجموع (۱۲ کشور)  | ۶۵  | ۶۵   | ۷۵   | ۲۰۵   |